# قرونه
قرونه، روستایی از توابع بخش مرکزی شهرستان نیشابور در استان خراسان رضوی ایران است.
قرونه (Ghorooneh) از روستاهای قدیمی و کهن نیشابور با طبیعتی فرح زا و آب و هوای کوهستانی است.

## جمعیت
این روستا در دهستان بینالود قرار دارد و براساس سرشماری مرکز آمار ایران در سال ۱۳۸۵، جمعیت آن ۲۳۴ نفر (۵۱خانوار) بوده‌است.